# The Revenge
The Revenge – album dwóch metalowych wokalistów: byłego członka Masterplan Jorna Lande i wokalisty Symphony X, Russella Allena. Album jest utrzymany w tym samym stylu muzycznym co poprzednia płyta Allen/Lande The Battle. Przy tym albumie pracowali również ci sami muzycy.

## Lista utworów
1. „The Revenge” – 05:51
2. „Obsessed” – 04:47
3. „Victory” – 05:02
4. „Master of Sorrow" – 05:54
5. „Will You Follow” – 05:17
6. „Just a Dream” – 05:40
7. „Her Spell” – 04:47
8. „Gone Too Far” – 04:48
9. „Wake Up Call” – 04:47
10. „Under The Waves” – 05:32
11. „Who Can You Trust” – 04:55
12. „When Time Doesn't Heal” – 06:13

## Twórcy
- Jorn Lande – wokal
- Russell Allen – wokal
- Magnus Karlsson – gitara, gitara basowa, keyboard
- Jaime Salazar – perkusja